# تنفس خلوي

إلى اليمين: هذه التفاعلات تتم في متقدرات الخلايا في بدائيات النوى وكذلك في حقيقيات النوى مثل الإنسان. ينتج أدينوسين ثلاثي الفوسفات ATP (أصفر) الحامل للطاقة ويتخلص من ثاني أكسيد الكربون CO2. إلى اليسار العمليات التي تتم في السيتوبلازم؛ أي خارج متقدرة.

التنفس الداخلي أو التنفس الخلوي هي مجموعة من التفاعلات الأيضية (الأيض) تحدث في الخلايا الحية لتحويل الطاقة الكيميائية الحيوية (وهي تفاعلات تستعمل الطاقة لتبسيط جزيئات معينة معقدة) تتفاعل مع الأكسجين لإنتاج الطاقة.
تحدث عملية التنفس الداخلي للخلايا الحيوانية والخلايا النباتية أيضاً، خلال هذه العملية تستعمل المواد الغذائية لإنتاج مركبات هامة منها الجلوكوز والأحماض الأمينية والدهون. الجدير بالذكر أن هناك بعض الكائنات الحية ذاتية التغذية مثل البكتيريا تتمكن من إنتاج هذه المركبات من خلال وسائل أخرى حيث تستغل مركبات لاعضوية كمتقبل للأكسجين، ومن ضمن هذه المركبات اللاعضوية الكبريت والميثان والأيونات الناتجة من المعادن. توجد العديد من الكائنات الحية تحتاج للأكسجين في عملية التنفس الذاتي تسمى «كائنات هوائية»، بينما بعضها لا يعتمد عليه وتسمى «كائنات لاهوائية». وبهذا يقسم التنفس الداخلي إلى التنفس الهوائي والتنفس اللاهوائي. كما أنه في الإنسان يمكن أن يتم الاستفادة من طاقة الجلوكوز بطريقة هوائية في وجود الأكسجين aerobic process ، كما يمكن الاسفادة من طاقته في عدم وجود الاكسجين anaerobic process (تمارين لاهوائية).
تستعمل الطاقة الناتجة عن التنفس الداخلي (في الخلايا) لإنتاج أدينوسين ثلاثي الفوسفات ATP وهي صورة الطاقة التي يستطيع الجسم استعمالها؛ الطاقة الكامنة في مركب أدينوسين ثلاثي الفوسفات ATP تستعمل لعدة وظائف منها التخليق البيولوجي (عملية إنتاج المواد الحيوية بروتينات وانزيمات وهرمونات)، وتنظيم حركة وتنقل الجزيئات عبر غشاء الخلية وكذلك حركة الكائن الحي عن طريق العضلات.
ونظراً لوجود أدينوسين ثلاثي الفوسفات ATP الدائم في خلايا جسم الإنسان يطلق عليه أيضاً اسم «الطاقة الشاملة الدائمة» أو«بطارية الخلية».

## التنفس الهوائي
تحدث عملية التنفس الهوائي aerobic respiration في حقيقات النوى حيث يشارك الأكسجين في توليد الطاقة في الخلية أو تخزينها على هيئة (أدينوسين ثلاثي الفوسفات) ATP. في عملية التنفس الهوائي تأخذ البيروفات pyruvates الناتجة من تحلل الجلوكوز طريقها لمغادرة سيتوبلازم الخلية وتدخل في المتقدرات (الميتوكندريا) حيث تحدث للبيروفات عملية الأكسدة وهو ما يعرف بـ دورة كريبس. خلال تلك الدورة تتحول البيروفات بمساعدة إنزيمات إلى FADH و NADH , وهما مركبان غنيان بالطاقة. هذان المركبان يمران في سلسلة تفاعلات أخيرة تسمى سلسلة تنفس حيث يتأكسدان بالأكسجين وتختزن الطاقة في الخلية في شكل أدينوسين ثلاثي الفوسفات ATP . أي تنتقل الطاقة أخيرا من مركب ثنائي نوكليوتيد الأدنين وأميد النيكوتين NADH ومركب ثنائي نيوكليوتيد الفلافين والأدينين FADH بعد اكسدتهما بالأكسجين ويختزنا في هيئة ATP في الخلية. بطريق استخدام الأكسجين - عند القيام بمجهود متوسط الشدة - يكون الأكسجين متوفر وينتج من كل جزييء جلوكوز 30 أو 32 جزيء ATP.

## التنفس اللاهوائي
في عدم توفر الأكسجين تمر الـ بيروفات الأكسجين، لكنها تمر في عملية تسمى التخمر. تتم عمليات التخمر (التنفس اللاهوائي) للبيروفات الناتجة من تحلل الجلوكوز في السيتوبلازم في الخلية، أي لا تنتقل إلى المتقدرة (الميتوكندريا) بل تبقى في السيتوبلازم. وتتعرض البيروفات pyruvates لمجموعة من التحولات تؤدي إلى تغيير تركيبها وتحويلها إلى مركبات مختلفة تستفيد منها الخلية؛ كما يمكن للخلية تخزين طاقة في شكل (أدينوسين ثلاثي الفوسفات) ATP. في العضلات الهيكلية تتحول البيروفات إلى نوع من الفضلات يسمى حمض اللكتيك - ويسمى تخمرها تخمر حمض اللبنيك يمكن من خلالها إنتاج طاقة للقيام بمجهود عضلي أو لتخزين الفائض من لطاقة في شكل ATP.
في غياب الأكسجين يمكن تحول البيروفات أيضا إلى فضلات من الايثانول وثاني أكسيد الكربون ويسمى تخمرها هذا تخمر كحولي (أو تخمر الإيثانول. إن طريقة تكوين أدينوسين ثلاثي الفوسفات ATP في التخمر هي عن طريق سلسلة طويلة من العمليات تسمى (ركيزة الفسفتة) وهي (تحدث أيضاً في التنفس الهوائي)، حيث لا تحتاج ركيزة الفسفتة إلى أكسجين، الطريقة الوحيدة التي بإمكان التنفس اللاهوائي إنتاج ATP هي فقط عملية سلسلة نقل الإلكترون، أي أنها تستنفذ 2 ATP لتحلل الجلوكوز وتنتج من جزيء واحد من الجلوكوز 4 ATP خلال سلسلة نقل الإلكترون.
ان كفاءة التنفس اللاهوائي أقل بكثير من التنفس الهوائي حيث أن التنفس اللاهوائي ينتج فقط 2 ATP مقارنةً بـ 32 ATP يتم انتاجها خلال التنفس الهوائي بمساعدة الأكسجين. إلا أن إنتاج الذاقة بطريقة لاهوائية تتميز بسرعتها الكبيرة (فمثلا أثناء حمل الأثقال تستنفذ الطاقة من خلال العملية الاهوائية، ويستطيع الرياضي استنفاد مخزونه من الطاقة لفي فترة قصيرة قد تبلغ 30 ثانية في رفعة واحدة، ثم يتوقف، أما مزاول الماراثون فهو يحتاج للأكسجين لكي يستطيع الجري لمدة ساعتين مثلا).

يحدث التنفس اللاهوائي لإنتاج الطاقة سريعا فهي تستغل جزء من الكاقة المخزونة في الجلوكوز أم البيروفات، ولكنها لا تستغلها كاملة. الايثانول مثلاً يمكن تنتج منه صورة من صور الطاقة تسمى محلول الجازولين، فيما يخص الخلايا بدائية النواة عندما تنتقل هذه الخلايا من وسط هوائي (يحتوي على أكسجين) إلى وسط لاهوائي (لا يحتوي على أكسجين) تبدأ هذه الخلايا بالتنفس اللاهوائي وهذا يلزمها مزيداً من الجلوكوز وسرعة أكبر في العمليات الأيضية لتبقى الخلية على قيد الحياة. كما رأينا أن تتنفس الخلايا العضلية في الإنسان والحيوان تنفساً لاهوائياً عند رفع الأثقال (أي بذل مجهود شديد خلال وقت قصير، مثل ما يحدث عندما نمارس الرياضة. فأثناء ممارستنا لها إذا قمنا بتمرين متعب يصبح الجسم غير قادر على امداد الخلية بسرعة بالأكسجين فتتم العملية عن طريق التنفس اللاهوائي: خلاله لا تستنفذ كل الطاقة الموجودة في البيروفات وإنما تتوقف بعد إنتاج اللكتات Lactates ؛ ومع زيادة تركيز اللكتات لا يستطيع الإنسان الستمرار في الحركة ويتوقف، وبالمناسبة زيادة حمض اللاكتيك هو سبب الآلام التي نشعر بها في العضلات (الحرقان) عند التعب، أو يحدث تقلص العضلات المؤلم.